# 2011–2012-es Európa-liga
A 2011–2012-es Európa-liga az európai labdarúgó-klubcsapatok második legrangosabb tornájának 3. kiírása volt. A sorozat korábban UEFA-kupa néven volt ismert. A döntőt a bukaresti Nemzeti Stadionban játszották 2012. május 9-én. A címvédő az FC Porto csapata, amely a portugál bajnokság győzteseként az UEFA-bajnokok ligájában indult. A kupát a spanyol Atlético de Madrid nyerte meg másodszorra egy másik spanyol csapat, az Athletic Club Bilbao ellen.

## A besorolás rendszere
A 2011–2012-es Európa-liga küzdelmeiben 53 UEFA-tagország 161 csapata vett részt. Az egyes országok indulásra jogosult csapatainak számát a nemzeti labdarúgó-bajnokságokra vonatkoztatott UEFA-együttható alapján határozták meg. A 2010–2011-es Európa-liga győztesének (FC Porto) a csoportkörben biztosítottak helyet. A Porto azonban a portugál bajnokság győzteseként az UEFA-bajnokok ligájában indult.
Az indulásra jogosult csapatok számát a nemzeti labdarúgó-bajnokságokra vonatkoztatott UEFA-együttható képezte rangsor határozza meg:
- az 1–6. helyen rangsoroltak 3 csapatot,
- a 7–9. helyen rangsoroltak 4 csapatot,
- a 10–51. helyen rangsoroltak egyaránt 3 csapatot indíthattak (kivéve Liechtenstein),
- az 52–53. helyen rangsoroltak 2 csapatot indíthattak.

További résztvevők:
- az UEFA-sportszerűségi ranglista első három helyezett nemzete (Norvégia, Anglia, Svédország) a 2011–12-es kiírásban plusz egy-egy csapatot indíthatott.
- 33 csapat, amely a UEFA-bajnokok ligájából kiesett és átkerült az Európa-ligába.

### Rangsor
| Hely | Szövetség     | Együttható | Csapat          |
| ---- | ------------- | ---------- | --------------- |
| 1    | Anglia        | 81,856     | 3+1 (Fair Play) |
| 2    | Spanyolország | 79,757     | 3               |
| 3    | Olaszország   | 64,338     | 3               |
| 4    | Németország   | 64,207     | 3               |
| 5    | Franciaország | 53,740     | 3               |
| 6    | Oroszország   | 43,791     | 3               |
| 7    | Ukrajna       | 39,550     | 4               |
| 8    | Románia       | 39,491     | 4               |
| 9    | Portugália    | 38,296     | 4               |
| 10   | Hollandia     | 36,546     | 3               |
| 11   | Törökország   | 34,450     | 3               |
| 12   | Görögország   | 29,899     | 3               |
| 13   | Svájc         | 28,375     | 3               |
| 14   | Belgium       | 27,900     | 3               |
| 15   | Dánia         | 27,350     | 3               |
| 16   | Skócia        | 25,791     | 3               |
| 17   | Bulgária      | 22,000     | 3               |
| 18   | Csehország    | 21,975     | 3               |
| 19   | Ausztria      | 19,575     | 3               |
| 20   | Izrael        | 18,875     | 3               |
| 21   | Ciprus        | 17,999     | 3               |
| 22   | Norvégia      | 17,400     | 3+1 (Fair Play) |
| 23   | Szlovákia     | 15,832     | 3               |
| 24   | Svédország    | 14,191     | 3+1 (Fair Play) |
| 25   | Szerbia       | 14,000     | 3               |
| 26   | Lengyelország | 12,541     | 3               |
| 27   | Horvátország  | 12,332     | 3               |

| Hely | Szövetség           | Együttható | Csapat |
| ---- | ------------------- | ---------- | ------ |
| 28   | Fehéroroszország    | 11,541     | 3      |
| 29   | Írország            | 9,541      | 3      |
| 30   | Finnország          | 9,499      | 3      |
| 31   | Bosznia-Hercegovina | 8,749      | 3      |
| 32   | Litvánia            | 8,416      | 3      |
| 33   | Lettország          | 8,248      | 3      |
| 34   | Moldova             | 7,290      | 3      |
| 35   | Szlovénia           | 6,957      | 3      |
| 36   | Magyarország        | 6,750      | 3      |
| 37   | Grúzia              | 5,748      | 3      |
| 38   | Azerbajdzsán        | 5,498      | 3      |
| 39   | Izland              | 5,415      | 3      |
| 40   | Macedónia           | 5,332      | 3      |
| 41   | Liechtenstein       | 4,500      | 1      |
| 42   | Kazahsztán          | 4,499      | 3      |
| 43   | Észtország          | 4,374      | 3      |
| 44   | Albánia             | 3,999      | 3      |
| 45   | Örményország        | 2,999      | 3      |
| 46   | Wales               | 2,581      | 3      |
| 47   | Montenegró          | 2,125      | 3      |
| 48   | Feröer              | 1,832      | 3      |
| 49   | Észak-Írország      | 1,624      | 3      |
| 50   | Luxemburg           | 1,249      | 3      |
| 51   | Andorra             | 1,000      | 3      |
| 52   | Málta               | 0,916      | 2      |
| 53   | San Marino          | 0,750      | 2      |

### Lebonyolítás
A 2010–2011-es kiírás győztesének (FC Porto) a csoportkörben biztosítottak helyet, a Porto azonban a portugál bajnokság győzteseként az UEFA-bajnokok ligájában indul, így ez a hely szabaddá vált.
- A 16. és 17. helyen rangsorolt nemzeti labdarúgó-kupák (Skócia és Bulgária) a 3. selejtezőkör helyett a rájátszásban kapott helyet.
- A 28. és 29. helyen rangsorolt nemzeti labdarúgó-kupák (Fehéroroszország, Írország) a 2. selejtezőkör helyett a 3. selejtezőkörben kapott helyet.
- Az 52. és 53. helyen rangsorolt nemzeti labdarúgó-kupák (Málta és San Marino) és a 33. és 34. helyen rangsorolt nemzeti labdarúgó-bajnokságok 2. helyezettjei (Lettország és Moldova) az 1. selejtezőkör helyett a 2. selejtezőkörben kapott helyet.

|                                      | A szakaszban bekapcsolódó csapatok | Az előző szakasz továbbjutói            | Az UEFA-bajnokok ligájából átkerülő csapatok            |
| ------------------------------------ | --- | --------------------------------------- | ------------------------------------------------------- |
| 1. selejtezőkör (50 csapat)          | - 18 bajnoki második helyezett a 35–53. helyen rangsorolt bajnokságokból (kivéve Liechtenstein) - 29 bajnoki harmadik helyezett a 22–51. helyen rangsorolt bajnokságokból (kivéve Liechtenstein) - 3 csapat az UEFA-sportszerűségi ranglista első három helyezett nemzete közül. |                                         |                                                         |
| 2. selejtezőkör (80 csapat)          | - 24 kupagyőztes a 30–53. helyen rangsorolt kupákból - 16 bajnoki második helyezett a 19–34. helyen rangsorolt bajnokságokból - 6 bajnoki harmadik helyezett a 16–21. helyen rangsorolt bajnokságokból - 6 bajnoki negyedik helyezett a 10–15. helyen rangsorolt bajnokságokból - 3 bajnoki ötödik helyezett a 7–9. helyen rangsorolt bajnokságokból | - 25 győztes az 1. selejtezőkörből      |                                                         |
| 3. selejtezőkör (70 csapat)          | - 12 kupagyőztes a 18–29. helyen rangsorolt kupákból - 3 bajnoki második helyezett a 16–18. helyen rangsorolt bajnokságokból - 6 bajnoki harmadik helyezett a 10–15. helyen rangsorolt bajnokságokból - 3 bajnoki negyedik helyezett a 7–9. helyen rangsorolt bajnokságokból - 3 bajnoki ötödik helyezett a 4–6. helyen rangsorolt bajnokságokból (francia ligakupa-győztese) - 3 bajnoki hatodik helyezett az 1–3. helyen rangsorolt bajnokságokból (angol ligakupa-győztese) | - 40 győztes a 2. selejtezőkörből       |                                                         |
| Rájátszás (76 csapat)                | - 17 kupagyőztes az 1–17. helyen rangsorolt kupákból - 3 bajnoki harmadik helyezett a 7–9. helyen rangsorolt bajnokságokból - 3 bajnoki negyedik helyezett a 4–6. helyen rangsorolt bajnokságokból - 3 bajnoki ötödik helyezett az 1–3. helyen rangsorolt bajnokságokból | - 35 győztes a 3. selejtezőkörből       | - 15 vesztes a bajnokok ligája 3. selejtezőköréből      |
| Csoportkör (48 csapat)               | | - 38 győztes a rájátszásból             | - 10 vesztes a bajnokok ligája rájátszásából            |
| Egyenes kieséses szakasz (32 csapat) | | - 12 csoportgyőztes - 12 csoportmásodik | - 8 harmadik helyezett a bajnokok ligája csoportköréből |

### Csapatok
Az alábbi táblázatban olvasható, hogy a csapatok melyik körben kapcsolódnak be a küzdelmekbe.
Használt rövidítések
- BL csoportkör: 2011–12-es Bajnokok Ligája csoportkörében búcsúzó csapat
- BL-r.: 2011–12-es Bajnokok Ligája rájátszásában búcsúzó csapat
- BL-3. selejtezőkör: 2011–12-es Bajnokok Ligája 3. selejtezőkörében búcsúzó csapat
- kgy: kupagyőztes jogán indul;
- kd: kupadöntős jogán indul;
- LK: ligakupa-győztes;
- R.: bajnoki rájátszás;
- s.r.: az UEFA-sportszerűségi ranglista alapján indul;

| Egyenes kieséses szakasz            | Egyenes kieséses szakasz           | Egyenes kieséses szakasz          | Egyenes kieséses szakasz       |
| ----------------------------------- | ---------------------------------- | --------------------------------- | ------------------------------ |
| Manchester City (BL csoportkör)     | Trabzonspor (BL csoportkör)        | Manchester United (BL csoportkör) | Ajax (BL csoportkör)           |
| Valencia CF (BL csoportkör)         | Olimbiakósz (BL csoportkör)        | FC Porto (BL csoportkör)          | Viktoria Plzeň (BL csoportkör) |
| Csoportkör                          |                                    |                                   |                                |
| FC København (BL-r.)                | Sturm Graz (BL-r.)                 | Twente (BL-r.)                    | Odense BK (BL-r.)              |
| Makkabi Haifa (BL-r.)               | Malmö FF (BL-r.)                   | FC Zürich (BL-r.)                 | Rubin Kazany (BL-r.)           |
| Wisła Kraków (BL-r.)                | Udinese Calcio (BL-r.)             |                                   |                                |
| Rájátszás                           |                                    |                                   |                                |
| Tottenham Hotspur (5. hely)         | Lokomotyiv Moszkva (5. hely)       | Anderlecht (3. hely)              | Ekranas (BL-3. sk)             |
| Birmingham City (LK)                | Metaliszt Harkiv (3. hely)         | Nordsjælland (kgy)                | SZK Zesztaponi (BL-3. sk)      |
| Sevilla FC (5. hely)                | Dnyipro Dnyipropetrovszk (4. hely) | Celtic (kgy)                      | Shamrock Rovers (BL-3. sk)     |
| Athletic Bilbao (6. hely)           | Steaua București (kgy)             | CSZKA Szofija (kgy)               | Dinamo Kijiv (BL-3. sk)        |
| Lazio (5. hely)                     | Rapid București (4. hely)ROU       | Rangers (BL-3. sk)                | Panathinaikósz (BL-3. sk)      |
| AS Roma (6. hely)                   | Sporting (3. hely)                 | Rosenborg (BL-3. sk)              | Standard de Liège (BL-3. sk)   |
| Schalke 04 (kgy)                    | Sporting de Braga (4. hely)        | Partizan (BL-3. sk)               | Trabzonspor (BL-3. sk)         |
| Hannover 96 (4. hely)               | PSV Eindhoven (3. hely)            | Liteksz Lovecs (BL-3. sk)         | FC Vaslui (BL-3. sk)           |
| Paris Saint-Germain (4. hely)       | Beşiktaş JK (kgy)                  | Slovan Bratislava (BL-3. sk)      |                                |
| Sochaux (5. hely)                   | AÉK (kgy)                          | NK Maribor (BL-3. sk)             |                                |
| Szpartak Moszkva (4. hely)          | FC Sion (kgy)                      | HJK (BL-3. sk)                    |                                |
| 3. selejtezőkör                     |                                    |                                   |                                |
| Stoke City (kd)                     | Vitória de Guimarães (5. hely)     | Levszki Szofija (2. hely)         | Helsingborgs IF (kgy)          |
| Atlético de Madrid (7. hely)        | AZ (4. hely)                       | FK Mladá Boleslav (kgy)           | Crvena zvezda (2. hely)        |
| Palermo (kd)                        | Bursaspor (3. hely)                | Sparta Praha (2. hely)            | Legia Warszawa (kgy)           |
| Mainz 05 (5. hely)                  | PAÓK (R-2. hely)                   | Ried (kgy)                        | Hajduk Split (2. hely)         |
| Stade Rennais (6. hely)             | Young Boys (3. hely)               | Hapóél Tel-Aviv (kgy)             | FK Homel (kgy)                 |
| Alanyija Vlagyikavkaz (kd)          | Club Brugge (4. hely)              | Omónia (kgy)                      | Sligo Rovers (kgy)             |
| Karpati Lviv (5. hely)              | Brøndby IF (3. hely)               | Strømsgodset (kgy)                |                                |
| Dinamo București (6. hely)ROU       | Hearts (3. hely)                   | FK Senica (2. hely)               |                                |
| 2. selejtezőkör                     |                                    |                                   |                                |
| Vorszkla Poltava (6. hely)          | Makkabi Tel-Aviv (3. hely)         | Željezničar Sarajevo (kgy)        | FC Vaduz (kgy)                 |
| Gaz Metan Mediaș (7. hely)ROU       | Bné Jehuda (4. hely)               | FK Sarajevo (2. hely)             | Aktöbe FK (2. hely)KAZ         |
| Nacional (6. hely)                  | Anórthoszisz (3. hely)             | Sūduva Marijampolė (2. hely)      | Levadia Tallinn (2. hely)      |
| ADO Den Haag (R-1. hely)            | AÉK Lárnakasz (4. hely)            | Tauras Tauragė (4. hely)LTU       | KF Tirana (kgy)                |
| Gaziantepspor (4. hely)             | Vålerenga (2. hely)                | FK Ventspils (kgy)                | Mika (kgy)                     |
| Olimbiakósz Vólu (R-4. hely)        | MŠK Žilina (3. hely)               | Liepājas Metalurgs (3. hely)      | Llanelli AFC (kgy)             |
| FC Thun (5. hely)                   | Örebro SK (3. hely)                | Iskra-Stal (kgy)                  | Rudar Pljevlja (kgy)           |
| KVC Westerlo (kd)                   | Vojvodina (3. hely)                | Sheriff Tiraspol (2. hely)        | EB/Streymur (kgy)              |
| Midtjylland (4. hely)               | Śląsk Wrocław (2. hely)            | NK Domžale (kgy)                  | Crusaders (2. hely)            |
| Dundee United (4. hely)             | RNK Split (3. hely)                | Kecskeméti TE (kgy)               | Differdange 03 (kgy)           |
| Lokomotiv Szofija (4. hely)         | Sahcjor Szalihorszk (2. hely)      | SZK Gagra (kgy)                   | Sant Julià (kgy)               |
| Baumit Jablonec (3. hely)           | Bohemians (2. hely)                | Xəzər Lənkəran (kgy)              | Floriana FC (kgy)              |
| Red Bull Salzburg (2. hely)         | TPS (kgy)                          | FH (kgy)                          | Juvenes/Dogana (kgy)           |
| Austria Wien (3. hely)              | KuPS (2. hely)                     | Metalurg Szkopje (kgy)            |                                |
| 1. selejtezőkör                     |                                    |                                   |                                |
| Tromsø IL (3. hely)                 | FC Koper (3. hely)                 | Sahter Karagandi (kd)KAZ          | Glentoran (3. hely)            |
| Spartak Trnava (4. hely)            | Olimpija Ljubljana (4. hely)       | Narva Trans (3. hely)             | Cliftonville (4. hely)         |
| Elfsborg (4. hely)                  | Paksi FC (2. hely)                 | Nõmme Kalju (4. hely)             | Fola Esch (2. hely)            |
| Rad (4. hely)                       | Ferencváros (3. hely)              | Flamurtari Vlorë (2. hely)        | Käerjéng 97 (3. hely)          |
| Jagiellonia Białystok (4. hely)     | Dinamo Tbiliszi (2. hely)          | Vllaznia Shkodër (3. hely)        | Lusitanos (3. hely)            |
| NK Varaždin (kd)                    | Olimpi Rusztavi (3. hely)          | Bananc (2. hely)                  | UE Santa Coloma (4. hely)      |
| FK Minszk (3. hely)                 | Qarabağ (3. hely)                  | Ulisz (3. hely)                   | Birkirkara FC (3. hely)        |
| St. Patrick’s Athletic (5. hely)IRL | AZAL Bakı (4. hely)                | The New Saints (2. hely)          | Tre Penne (2. hely)            |
| Honka (4. hely)                     | ÍBV (3. hely)                      | Neath FC (R-1. hely)              | Aalesunds FK (s.r.)            |
| NK Široki Brijeg (4. hely)          | KR (4. hely)                       | Budućnost Podgorica (2. hely)     | Fulham (s.r.)                  |
| Banga Gargždai (kd)                 | Renova (3. hely)                   | Zeta (4. hely)                    | Häcken (s.r.)                  |
| Daugava Daugavpils (4. hely)        | Rabotnicski (4. hely)              | NSÍ Runavík (3. hely)             |                                |
| Milsami Orhei (3. hely)             | Jertisz Pavlodar (3. hely)         | ÍF Fuglafjørður (4. hely)         |                                |

Jegyzetek
- Írország (IRL): Az ír bajnokság negyedik helyezettje, a Sporting Fingal visszalépése majd megszűnése miatt a bajnokság ötödik helyezettje, a St. Patrick’s Athletic indult az 1. selejtezőkörben.[5]

- Kazahsztán (KAZ): A labdarúgókupa győztese, a Lokomotiv Asztana nem kapott UEFA-klublicencet, ezért a 2. selejtezőkörben a bajnoki ezüstérmes Aktöbe FK vette át, a kupadöntős Sahter Karagandi pedig az 1. selejtezőkörben indult.[6]

- Litvánia (LTU): A litván bajnokság bronzérmese, a Žalgiris Vilnius nem kapott nemzetközi licencet, így a bajnoki negyedik helyezett Tauras Tauragė indult az 1. selejtezőkörben.[7]

- Románia (ROU): A román bajnokság ezüstérmese, az FC Timișoara nem kapott licencet. Ezért a bajnoki bronzérmes FC Vaslui az UEFA-bajnokok ligája 3. selejtezőkörében, a bajnoki helyezés alapján részt vevő csapatok selejtezőjében indult. A bajnoki negyedik helyezett Rapid București a selejtező rájátszásában, a hatodik helyezett Dinamo București a 3. selejtezőkörben, a Gaz Metan Mediaș pedig a 2. selejtezőkörben indult.[8]

## Fordulók és időpontok
| Szakasz        | Forduló          | Sorsolás dátuma              | 1. mérkőzés                               | 2. mérkőzés                               |
| -------------- | ---------------- | ---------------------------- | ----------------------------------------- | ----------------------------------------- |
| Selejtezők     | 1. forduló       | 2011. június 20.             | 2011. június 30.                          | 2011. július 7.                           |
| Selejtezők     | 2. forduló       | 2011. június 20.             | 2011. július 14.                          | 2011. július 21.                          |
| Selejtezők     | 3. forduló       | 2011. július 15.             | 2011. július 28.                          | 2011. augusztus 4.                        |
| Selejtezők     | Rájátszás        | 2011. augusztus 5.           | 2011. augusztus 18.                       | 2011. augusztus 25.                       |
| Csoportkör     | 1. mérkőzésnap   | 2011. augusztus 26. (Monaco) | 2011. szeptember 15.                      | 2011. szeptember 15.                      |
| Csoportkör     | 2. mérkőzésnap   | 2011. augusztus 26. (Monaco) | 2011. szeptember 29.                      | 2011. szeptember 29.                      |
| Csoportkör     | 3. mérkőzésnap   | 2011. augusztus 26. (Monaco) | 2011. október 20.                         | 2011. október 20.                         |
| Csoportkör     | 4. mérkőzésnap   | 2011. augusztus 26. (Monaco) | 2011. november 3.                         | 2011. november 3.                         |
| Csoportkör     | 5. mérkőzésnap   | 2011. augusztus 26. (Monaco) | 2011. november 30.–december 1.            | 2011. november 30.–december 1.            |
| Csoportkör     | 6. mérkőzésnap   | 2011. augusztus 26. (Monaco) | 2011. december 14–15.                     | 2011. december 14–15.                     |
| Egyenes kiesés | 16 közé jutásért | 2011. december 16.           | 2012. február 16.                         | 2012. február 23.                         |
| Egyenes kiesés | Nyolcaddöntők    | 2011. december 16.           | 2012. március 8.                          | 2012. március 15.                         |
| Egyenes kiesés | Negyeddöntők     | 2012. március 16.            | 2012. március 29                          | 2012. április 5.                          |
| Egyenes kiesés | Elődöntők        | 2012. március 16.            | 2012. április 19.                         | 2012. április 26.                         |
| Egyenes kiesés | Döntő            | 2012. március 16.            | 2012. május 9., Nemzeti Stadion, Bukarest | 2012. május 9., Nemzeti Stadion, Bukarest |

## Selejtezők

### 1. selejtezőkör
Az első selejtezőkörben az alábbi 50 csapat vett részt. A párosítások győztesei a 2. selejtezőkörbe jutottak.
| Kiemelt csapatok - Fulham (40,157) - Elfsborg (8,825) - Tromsø IL (4,375) - St. Patrick’s Athletic (4,241) - Qarabağ (4,233) - Jagiellonia Białystok (4,183) - Rabotnicski (4,041) - Aalesunds FK (3,875) - Spartak Trnava (3,399) - Dinamo Tbiliszi (3,391) - Honka (3,293) - NK Varaždin (3,224) - FK Minszk (3,216) - Olimpi Rusztavi (2,891) - Rad (2,850) - Häcken (2,825) - NK Široki Brijeg (2,824) - KR (2,491) - The New Saints (2,308) - Renova (2,291) - FC Koper (2,224) - Budućnost Podgorica (2,025) - Birkirkara FC (1,733) - Paksi FC (1,700) - Ferencváros (1,700) | Nem kiemelt csapatok - Glentoran (1,699) - Milsami Orhei (1,549) - Banga Gargždai (1,541) - Daugava Daugavpils (1,483) - Olimpija Ljubljana (1,474) - Cliftonville (1,449) - Flamurtari Vlorë (1,274) - Vllaznia Shkodër (1,274) - Narva Trans (1,258) - AZAL Bakı (1,233) - Jertisz Pavlodar (1,124) - Sahter Karagandi (1,124) - Zeta (1,025) - Bananc (1,016) - Nõmme Kalju (1,008) - ÍBV (0,991) - NSÍ Runavík (0,783) - Ulisz (0,766) - Tre Penne (0,683) - Neath FC (0,558) - Käerjéng 97 (0,524) - Lusitanos (0,450) - UE Santa Coloma (0,450) - ÍF Fuglafjørður (0,283) - Fola Esch (0,274) |  |

#### Párosítások
A párosításokat 2011. június 20-án, 13:00-kor sorsolták Nyonban.
| 1. csapat             | Össz.        | 2. csapat              | 1. mérk. | 2. mérk.   |
| --------------------- | ------------ | ---------------------- | -------- | ---------- |
| ÍF Fuglafjørður       | 2–81         | KR                     | 1–3      | 1–5        |
| Daugava Daugavpils    | 1–7          | Tromsø IL              | 0–5      | 1–2        |
| Elfsborg              | 5–1          | Fola Esch              | 4–0      | 1–1        |
| The New Saints        | 2–1          | Cliftonville           | 1–1      | 1–0        |
| Honka                 | 2–0          | Nõmme Kalju            | 0–0      | 2–0        |
| Fulham                | 0–0          | NSÍ Runavík            | 3–0      | 0–0        |
| ÍBV                   | 1–2          | St. Patrick’s Athletic | 1–0      | 0–2        |
| Käerjéng 97           | 2–61         | Häcken                 | 1–1      | 1–5        |
| Aalesunds FK          | 6–1          | Neath FC               | 4–1      | 2–0        |
| Renova                | 3–3 (t. 2–3) | Glentoran              | 2–1      | 1–2 (h.u.) |
| FC Koper              | 2–3          | Sahter Karagandi       | 1–1      | 1–2        |
| Banga Gargždai        | 0–7          | Qarabağ                | 0–4      | 0–3        |
| UE Santa Coloma       | 0–51         | Paksi FC               | 0–1      | 0–4        |
| Narva Trans           | 1–71         | Rabotnicski            | 1–4      | 0–3        |
| Rad                   | 9–1          | Tre Penne              | 6–0      | 3–1        |
| Budućnost Podgorica   | 3–4          | Flamurtari Vlorë       | 1–3      | 2–1        |
| Ferencváros           | 5–01         | Ulisz                  | 3–0      | 2–0        |
| Jagiellonia Białystok | 1–2          | Jertisz Pavlodar       | 1–0      | 0–2        |
| AZAL Bakı             | 2–31         | FK Minszk              | 1–1      | 1–2        |
| Dinamo Tbiliszi       | 5–1          | Milsami Orhei          | 2–0      | 3–1        |
| NK Varaždin           | 6–1          | Lusitanos              | 5–1      | 1–0        |
| Bananc                | 1–2          | Olimpi Rusztavi        | 0–1      | 1–1        |
| Birkirkara FC         | 1–2          | Vllaznia Shkodër       | 0–1      | 1–1        |
| NK Široki Brijeg      | 0–3          | Olimpija Ljubljana     | 0–0      | 0–3        |
| Spartak Trnava        | 4–2          | Zeta                   | 3–0      | 1–2        |

- 1. A pályaválasztói jogot az eredeti soroláshoz képest felcserélték.

### 2. selejtezőkör
Az első selejtezőkör 25 továbbjutójához 55 csapat csatlakozott, így az alábbi 80 csapat vett részt ebben a fordulóban. A párosítások győztesei a 3. selejtezőkörbe jutottak.
| Kiemelt csapatok - FulhamT (40,157) - Red Bull Salzburg (22,140) - Austria Wien (16,640) - Anórthoszisz (14,624) - MŠK Žilina (14,399) - Nacional (14,319) - Vorszkla Poltava (10,276) - Sheriff Tiraspol (9,549) - ElfsborgT (8,825) - ADO Den Haag (8,025) - Lokomotiv Szofija (7,575) - Gaziantepspor (7,010) - Olimbiakósz Vólu (6,833) - Dundee United (6,528) - Bné Jehuda (6,400) - Midtjylland (6,110) - Makkabi Tel-Aviv (5,900) - KVC Westerlo (5,400) - Baumit Jablonec (5,170) - Gaz Metan Mediaș (5,164) - FK Ventspils (4,983) - FC Thun (4,980) - Vålerenga (4,875) - Tromsø ILT (4,375) - St. Patrick’s AthleticT (4,241) - QarabağT (4,233) - Jertisz PavlodarT (4,183) - RabotnicskiT (4,041) - Aalesunds FKT (3,875) - Aktöbe FK (3,874) - Vojvodina (3,850) - Bohemians (3,741) - AÉK Lárnakasz (3,624) - Spartak TrnavaT (3,399) - Dinamo TbilisziT (3,391) - FK Sarajevo (3,324) - HonkaT (3,293) - Levadia Tallinn (3,258) - RNK Split (3,224) - NK VaraždinT (3,224) | Nem kiemelt csapatok - Sahcjor Szalihorszk (3,216) - FK MinszkT (3,216) - Śląsk Wrocław (3,183) - FH (2,991) - Liepājas Metalurgs (2,983) - Olimpi RusztaviT (2,891) - RadT (2,850) - Örebro SK (2,825) - HäckenT (2,825) - Željezničar Sarajevo (2,824) - Olimpija LjubljanaT (2,824) - Iskra-Stal (2,549) - Sūduva Marijampolė (2,541) - KRT (2,491) - The New SaintsT (2,308) - FC Vaduz (2,300) - TPS (2,293) - GlentoranT (2,291) - KF Tirana (2,274) - Sahter KaragandiT (2,224) - Tauras Tauragė (2,041) - Flamurtari VlorëT (2,025) - KuPS (1,793) - Rudar Pljevlja (1,775) - Vllaznia ShkodërT (1,733) - Kecskeméti TE (1,700) - Paksi FCT (1,700) - FerencvárosT (1,700) - Sant Julià (1,700) - EB/Streymur (1,533) - Xəzər Lənkəran (1,483) - SZK Gagra (1,391) - Metalurg Szkopje (1,291) - Differdange 03 (1,274) - Mika (1,266) - NK Domžale (1,224) - Llanelli AFC (1,058) - Crusaders (0,949) - Juvenes/Dogana (0,683) - Floriana FC (0,483) |  |

Jegyzetek
- T: Az 1. selejtezőkörből továbbjutott csapat, a sorsoláskor nem volt ismert.
- A dőlt betűvel írt csapatok az 1. selejtezőkörben egy magasabb együtthatóval rendelkező csapat ellen győztek, és az ellenfél együtthatóját hozták magukkal.

#### Párosítások
A párosításokat 2011. június 20-án sorsolták.
| 1. csapat            | Össz.      | 2. csapat              | 1. mérk. | 2. mérk.   |
| -------------------- | ---------- | ---------------------- | -------- | ---------- |
| Olimpi Rusztavi      | 3–1        | Jertisz Pavlodar       | 1–1      | 2–0        |
| Sūduva Marijampolė   | 1–4        | Elfsborg               | 1–1      | 0–3        |
| Metalurg Szkopje     | 2–3        | Lokomotiv Szofija      | 0–0      | 2–3        |
| Sant Julià           | 0–4        | Bné Jehuda             | 0–2      | 0–2        |
| Željezničar Sarajevo | 1–0        | Sheriff Tiraspol       | 1–0      | 0–0        |
| KuPS                 | 1–2        | Gaz Metan Mediaș       | 1–0      | 0–2        |
| FK Minszk            | 2–5        | Gaziantepspor          | 1–1      | 1–4        |
| Iskra-Stal           | 2–4        | NK Varaždin            | 1–1      | 1–3        |
| Tauras Tauragė       | 2–5        | ADO Den Haag           | 2–3      | 0–2        |
| Glentoran            | 0–5        | Vorszkla Poltava       | 0–2      | 0–3        |
| Juvenes/Dogana       | 0–4        | Rabotnicski            | 0–1      | 0–3        |
| Örebro SK            | 0–2        | FK Sarajevo            | 0–0      | 0–2        |
| Crusaders            | 1–7        | Fulham                 | 1–3      | 0–4        |
| Llanelli AFC         | 2–6        | Dinamo Tbiliszi        | 2–1      | 0–5        |
| Floriana FC          | 0–9        | AÉK Lárnakasz          | 0–8      | 0–1        |
| Sahcjor Szalihorszk  | 2–4        | FK Ventspils           | 0–1      | 2–3        |
| Flamurtari Vlorë     | 1–7        | Baumit Jablonec        | 0–2      | 1–5        |
| KR                   | 3–2        | MŠK Žilina             | 3–0      | 0–2        |
| Vålerenga            | 2–01       | Mika                   | 1–0      | 1–0        |
| Olimpija Ljubljana   | 3–1        | Bohemians              | 2–0      | 1–1        |
| NK Domžale           | 2–5        | RNK Split              | 1–2      | 1–3        |
| Differdange 03       | 1–0        | Levadia Tallinn        | 0–0      | 1–0        |
| KF Tirana            | 1–3        | Spartak Trnava         | 0–0      | 1–3        |
| Ferencváros          | 3–4        | Aalesunds FK           | 2–1      | 1–3 (h.u.) |
| Liepājas Metalurgs   | 1–4        | Red Bull Salzburg      | 1–4      | 0–0        |
| Rad                  | 1–2        | Olimbiakósz Vólu       | 0–1      | 1–1        |
| The New Saints       | 3–8        | Midtjylland            | 1–3      | 2–5        |
| Kecskeméti TE        | 1–1 (i.g.) | Aktöbe FK              | 1–1      | 0–0        |
| Häcken               | 3–0        | Honka                  | 1–0      | 2–0        |
| Anórthoszisz         | 3–21       | SZK Gagra              | 3–0      | 0–2        |
| FC Vaduz             | 3–3 (i.g.) | Vojvodina              | 0–2      | 3–1        |
| Rudar Pljevlja       | 0–5        | Austria Wien           | 0–3      | 0–2        |
| Śląsk Wrocław        | 3–3 (i.g.) | Dundee United          | 1–0      | 2–3        |
| Sahter Karagandi     | 2–3        | St. Patrick’s Athletic | 2–1      | 0–2        |
| EB/Streymur          | 1–1 (i.g.) | Qarabağ                | 1–1      | 0–0        |
| FH                   | 1–3        | Nacional               | 1–1      | 0–2        |
| Paksi FC             | 4–1        | Tromsø IL              | 1–1      | 3–0        |
| TPS                  | 0–1        | KVC Westerlo           | 0–1      | 0–0        |
| Makkabi Tel-Aviv     | 3–11       | Xəzər Lənkəran         | 3–1      | 0–0        |
| Vllaznia Shkodër     | 1–2        | FC Thun                | 0–0      | 1–2        |

- 1. A pályaválasztói jogot az eredeti soroláshoz képest felcserélték.

### 3. selejtezőkör
A második selejtezőkör 40 továbbjutójához 30 csapat csatlakozott, így az alábbi 70 csapat vett részt ebben a fordulóban. A párosítások győztesei a rájátszásba jutottak.
| Kiemelt csapatok - Atlético de Madrid (70,465) - AZ (43,025) - FulhamT (40,157) - Hapóél Tel-Aviv (36,400) - Club Brugge (31,400) - Sparta Praha (30,170) - Palermo (26,110) - Dinamo București (22,164) - Red Bull SalzburgT (22,140) - PAÓK (17,333) - Stoke City (17,157) - Stade Rennais (16,735) - Austria WienT (16,640) - Young Boys (14,980) - AnórthosziszT (14,624) - Levszki Szofija (14,575) - KRT (14,399) - NacionalT (14,319) - Mainz 05 (13,887) - FK Mladá Boleslav (13,170) - Bursaspor (12,010) - Vitória de Guimarães (11,319) - Helsingborgs IF (10,825) - Karpati Lviv (10,776) - Vorszkla PoltavaT (10,276) - Brøndby IF (10,110) - Željezničar SarajevoT (9,549) - Crvena zvezda (9,350) - Alanyija Vlagyikavkaz (8,941) - ElfsborgT (8,825) - ADO Den HaagT (8,025) - Lokomotiv SzofijaT (7,575) - Hearts (7,528) - GaziantepsporT (7,010) - Olimbiakósz VóluT (6,833) | Nem kiemelt csapatok - Śląsk WrocławT (6,528) - Bné JehudaT (6,400) - Hajduk Split (6,224) - Omónia (6,124) - MidtjyllandT (6,110) - Makkabi Tel-AvivT (5,900) - KVC WesterloT (5,400) - Legia Warszawa (5,183) - Baumit JablonecT (5,170) - Gaz Metan MediașT (5,164) - FK VentspilsT (4,983) - FC ThunT (4,980) - VålerengaT (4,875) - Paksi FCT (4,375) - St. Patrick’s AthleticT (4,241) - QarabağT (4,233) - Ried (4,140) - RabotnicskiT (4,041) - Aalesunds FKT (3,875) - Aktöbe FKT (3,874) - FC VaduzT (3,850) - Olimpija LjubljanaT (3,741) - AÉK LárnakaszT (3,624) - Spartak TrnavaT (3,399) - Dinamo TbilisziT (3,391) - FK SarajevoT (3,324) - HäckenT (3,293) - Differdange 03T (3,258) - RNK SplitT (3,224) - NK VaraždinT (3,224) - FK Homel (3,216) - FK Senica (2,899) - Olimpi RusztaviT (2,891) - Strømsgodset (2,875) - Sligo Rovers (1,991) |

Jegyzetek
- T: A 2. selejtezőkörből továbbjutott csapat, a sorsoláskor nem volt ismert.
- A dőlt betűvel írt csapatok a 2. selejtezőkörben egy magasabb együtthatóval rendelkező csapat ellen győztek, és az ellenfél együtthatóját hozták magukkal.

#### Párosítások
A párosításokat 2011. július 15-én, 13:30-kor sorsolták Nyonban. A mérkőzéseket 2011. július 28-án és augusztus 4-én játszották.
| 1. csapat             | Össz.         | 2. csapat              | 1. mérk. | 2. mérk.   |
| --------------------- | ------------- | ---------------------- | -------- | ---------- |
| Atlético de Madrid    | 4–1           | Strømsgodset           | 2–1      | 2–0        |
| Young Boys            | 5–1           | KVC Westerlo           | 3–1      | 2–0        |
| FK Ventspils          | 1–9           | Crvena zvezda          | 1–2      | 0–7        |
| Alanyija Vlagyikavkaz | 2–2 (t. 4–2)  | Aktöbe FK              | 1–1      | 1–1 (h.u.) |
| AÉK Lárnakasz         | 5–2           | FK Mladá Boleslav      | 3–0      | 2–2        |
| Željezničar Sarajevo  | 0–8           | Makkabi Tel-Aviv       | 0–2      | 0–6        |
| AZ                    | 3–1           | Baumit Jablonec        | 2–0      | 1–1        |
| Olimpija Ljubljana    | 3–4           | Austria Wien           | 1–1      | 2–3        |
| Bursaspor             | 5–2           | FK Homel               | 2–1      | 3–1        |
| Aalesunds FK          | 5–1           | Elfsborg               | 4–0      | 1–1        |
| Gaziantepspor         | 0–1           | Legia Warszawa         | 0–1      | 0–0        |
| Hapóél Tel-Aviv       | 5–2           | FC Vaduz               | 4–0      | 1–2        |
| Olimpi Rusztavi       | 2–7           | Stade Rennais          | 2–5      | 0–2        |
| Levszki Szofija       | 3–3 (t. 4–5)  | Spartak Trnava         | 2–1      | 1–2 (h.u.) |
| Midtjylland           | 1–2           | Vitória de Guimarães   | 0–0      | 1–2        |
| Dinamo București      | 4–3           | NK Varaždin            | 2–2      | 2–1        |
| Karpati Lviv          | 5–1           | St. Patrick’s Athletic | 2–0      | 3–1        |
| Palermo               | 3–3 (i.g.)1   | FC Thun                | 2–2      | 1–1        |
| KR                    | 1–6           | Dinamo Tbiliszi        | 1–4      | 0–2        |
| Omónia                | 3–1           | ADO Den Haag           | 3–0      | 0–1        |
| Red Bull Salzburg     | 4–0           | FK Senica              | 1–0      | 3–0        |
| Club Brugge           | 4–2           | Qarabağ                | 4–1      | 0–1        |
| Differdange 03        | 0–6           | Olimbiakósz Vólu       | 0–3      | 0–3        |
| Mainz 05              | 2–2 (t. 3–4)  | Gaz Metan Mediaș       | 1–1      | 1–1 (h.u.) |
| Bné Jehuda            | 1–3           | Helsingborgs IF        | 1–0      | 0–3        |
| Stoke City            | 2–0           | Hajduk Split           | 1–0      | 1–0        |
| Anórthoszisz          | 2–3           | Rabotnicski            | 0–2      | 2–1        |
| Sparta Praha          | 7–01          | FK Sarajevo            | 5–0      | 2–0        |
| Vorszkla Poltava      | 2–0           | Sligo Rovers           | 0–0      | 2–0        |
| Paksi FC              | 2–5           | Hearts                 | 1–1      | 1–4        |
| Śląsk Wrocław         | 0–01 (t. 4–3) | Lokomotiv Szofija      | 0–0      | 0–0 (h.u.) |
| Nacional              | 4–2           | Häcken                 | 3–0      | 1–2        |
| Ried                  | 4–4 (i.g.)    | Brøndby IF             | 2–0      | 2–4        |
| Vålerenga             | 0–51          | PAÓK                   | 0–2      | 0–3        |
| RNK Split             | 0–2           | Fulham                 | 0–0      | 0–2        |

- 1. A pályaválasztói jogot az eredeti soroláshoz képest felcserélték.

### Rájátszás
26 csapat ebben a körben csatlakozott a 3. selejtezőkör 35 továbbjutójához, illetve a 2011–2012-es Bajnokok Ligája 3. selejtezőkörében búcsúzó 15 csapatához. Összesen 76 csapat vett részt ebben a fordulóban, a 38 győztes az Európa-liga csoportkörébe jutott.
| Kiemelt csapatok - Sevilla FC (93,465) - AS Roma (85,110) - Tottenham Hotspur (78,157) - PSV Eindhoven (74,025) - Atlético de Madrid (70,465) - Sporting (68,319) - Sporting de Braga (62,319) - Schalke 04 (61,887) - Dinamo Kijiv (60,776) - Panathinaikósz (57,833) - Rangers (56,028) - Szpartak Moszkva (51,941) - Paris Saint-Germain (51,735) - AZ (43,025) - Anderlecht (42,400) - Fulham (40,157) - Celtic (39,528) - Beşiktaş JK (37,010) - Hapóél Tel-Aviv (36,400) - Metaliszt Harkiv (34,276) - Standard de Liège (32,400) - Club Brugge (31,400) - AÉK (30,833) - Sparta Praha (30,170) - Steaua București (29,164) - Athletic Bilbao (24,465) - Lazio (23,110) - Red Bull Salzburg (22,140) - Dinamo București (22,164) - Rosenborg (19,375) - Lokomotyiv Moszkva (18,441) - PAÓK (17,333) - Birmingham City (17,157) - Stoke City (17,157) - Stade Rennais (16,735) - Austria Wien (16,640) - Rapid București (16,164) - Partizan (15,850) | Nem kiemelt csapatok - Young Boys (14,980) - Nacional (14,319) - Hannover 96 (13,887) - Sochaux (12,735) - Dnyipro Dnyipropetrovszk (12,276) - Bursaspor (12,010) - Trabzonspor (12,010) - Vitória de Guimarães (11,319) - Helsingborgs IF (10,825) - Karpati Lviv (10,776) - CSZKA Szofija (10,575) - Vorszkla Poltava (10,276) - FC Vaslui (10,164) - FC Sion (9,480) - Crvena zvezda (9,350) - Alanyija Vlagyikavkaz (8,941) - Liteksz Lovecs (8,575) - Hearts (7,528) - Nordsjælland (7,110) - Olimbiakósz Vólu2 (6,833) - Omónia (6,124) - Makkabi Tel-Aviv (5,900) - Slovan Bratislava (5,899) - Legia Warszawa (5,183) - Gaz Metan Mediaș (5,164) - FC Thun (4,980) - NK Maribor (4,224) - Ried (4,140) - Rabotnicski (4,041) - Aalesunds FK (3,875) - HJK (3,793) - AÉK Lárnakasz (3,624) - Spartak Trnava (3,399) - Ekranas (3,541) - Dinamo Tbiliszi (3,391) - Śląsk Wrocław (3,183) - SZK Zesztaponi (2,891) - Shamrock Rovers (2,741) |

#### Párosítások
A párosításokat 2011. augusztus 5-én, 13:30-kor sorsolták Nyonban. A mérkőzéseket 2011. augusztus 18-án és augusztus 25-én játszották.
| 1. csapat          | Össz.         | 2. csapat                | 1. mérk. | 2. mérk.   |
| ------------------ | ------------- | ------------------------ | -------- | ---------- |
| Makkabi Tel-Aviv   | 4–2           | Panathinaikósz           | 3–0      | 1–2        |
| Atlético de Madrid | 6–0           | Vitória de Guimarães     | 2–0      | 4–0        |
| Shamrock Rovers    | 3–2           | Partizan                 | 1–1      | 2–1 (h.u.) |
| Metaliszt Harkiv   | 4–0           | Sochaux                  | 0–0      | 4–0        |
| Beşiktaş JK        | 3–2           | Alanyija Vlagyikavkaz    | 3–0      | 0–2        |
| Rosenborg          | 1–2           | AÉK Lárnakasz            | 0–0      | 1–2        |
| Vorszkla Poltava   | 5–3           | Dinamo București         | 2–1      | 3–2        |
| Bursaspor          | 3–4           | Anderlecht               | 1–2      | 2–2        |
| Slovan Bratislava  | 2–11          | AS Roma                  | 1–0      | 1–1        |
| Differdange 032    | 0–6           | Paris Saint-Germain      | 0–4      | 0–2        |
| Legia Warszawa     | 5–4           | Szpartak Moszkva         | 2–2      | 3–2        |
| Ekranas            | 1–4           | Hapóél Tel-Aviv          | 1–0      | 0–4        |
| PAÓK               | 3–1           | Karpati Lviv             | 2–0      | 1–1        |
| Athletic Bilbao    | játék nélkül1 | Trabzonspor3             | 0–0      | elmaradt   |
| Hearts             | 0–5           | Tottenham Hotspur        | 0–5      | 0–0        |
| NK Maribor         | 3–2           | Rangers                  | 2–1      | 1–1        |
| Steaua București   | 3–1           | CSZKA Szofija            | 2–0      | 1–1        |
| Nordsjælland       | 1–2           | Sporting                 | 0–0      | 1–2        |
| Fulham             | 3–11          | Dnyipro Dnyipropetrovszk | 3–0      | 0–1        |
| Lokomotyiv Moszkva | 3–1           | Spartak Trnava           | 2–0      | 1–1        |
| Celtic             | 1–31          | FC Sion                  | 0–0      | 1–3        |
| Śląsk Wrocław      | 2–4           | Rapid București          | 1–3      | 1–1        |
| Liteksz Lovecs     | 1–3           | Dinamo Kijiv             | 1–2      | 0–1        |
| Lazio              | 9–1           | Rabotnicski              | 6–0      | 3–1        |
| Nacional           | 0–3           | Birmingham City          | 0–0      | 0–3        |
| Ried               | 0–51          | PSV Eindhoven            | 0–0      | 0–5        |
| FC Thun            | 1–5           | Stoke City               | 0–1      | 1–4        |
| Aalesunds FK       | 2–7           | AZ                       | 2–1      | 0–6        |
| FC Vaslui          | 2–1           | Sparta Praha             | 2–0      | 0–1        |
| Omónia             | 2–2 (i.g.)    | Red Bull Salzburg        | 2–1      | 0–1        |
| SZK Zesztaponi     | 3–5           | Club Brugge              | 3–3      | 0–2        |
| Hannover 96        | 3–2           | Sevilla FC               | 2–1      | 1–1        |
| HJK                | 3–6           | Schalke 04               | 2–0      | 1–6        |
| AÉK                | 2–11          | Dinamo Tbiliszi          | 1–0      | 1–1 (h.u.) |
| Crvena zvezda      | 1–61          | Stade Rennais            | 1–2      | 0–4        |
| Austria Wien       | 3–21          | Gaz Metan Mediaș         | 3–1      | 0–1        |
| Sporting de Braga  | 2–2 (i.g.)    | Young Boys               | 0–0      | 2–2        |
| Standard de Liège  | 4–1           | Helsingborgs IF          | 1–0      | 3–1        |

- 1. A pályaválasztói jogot az eredeti soroláshoz képest felcserélték.
- 2. A görög Olimbiakósz Vólu csapatát az UEFA kizárta, helyére a 3. selejtezőkörben legyőzött ellenfele, a Differdange 03 került.[9]
- 3. A Török Labdarúgó-szövetség 2011. augusztus 24-én hozott döntése értelmében a Fenerbahçe csapatát visszaléptette az UEFA-bajnokok ligájában. Az UEFA döntése szerint a bajnokok ligájában a Trabzonspor indult, az Európa-liga selejtezőjében a Trabzonspor–Athletic Bilbao mérkőzés elmaradt, és a Trabzonspor ellenfele, az Athletic Bilbao játék nélkül továbbjutott az Európa-liga csoportkörébe.[10]

## Csoportkör
A csoportkörben a rájátszásból győztes 38 csapat, valamint a 2011–2012-es Bajnokok Ligája rájátszásából búcsúzó 10 csapat vett részt.
A csoportkörben 12, egyaránt négycsapatos csoportot képeztek. A csoportokban a csapatok körmérkőzéses, oda-visszavágós rendszerben mérkőztek meg egymással. A csoportok első két helyén végző csapata az egyenes kieséses szakaszba jutott, a harmadik és negyedik helyezettek kiestek.
A csoportokat 2011. augusztus 26-án sorsolták.
| 1. kalap - Tottenham Hotspur (78,157) - PSV Eindhoven (74,025) - Atlético de Madrid (70,465) - Sporting CP (68,319) - Sporting de Braga (62,319) - Schalke 04 (61,887) - Dinamo Kijiv (60,776) - Paris Saint-Germain (51,735) - FC København BL (51,110) - AZ (43,025) - Anderlecht (42,400) - Twente BL(41,025) 2. kalap - Fulham (40,157) - Beşiktaş JK (37,010) - Hapóél Tel-Aviv (36,400) - Metaliszt Harkiv (34,276) - Standard de Liège (32,400) - Rubin Kazany BL (31,941) - Club Brugge (31,400) - AÉK (30,833) - Steaua București (29,164) - Udinese Calcio BL (27,110) - Athletic Bilbao (24,465) - Lazio (23,110) | 3. kalap - Red Bull Salzburg (22,140) - Makkabi Haifa BL (21,400) - FC Zürich BL (18,980) - Odense BK BL (18,610) - Lokomotyiv Moszkva (18,441) - PAÓK (17,333) - Birmingham City (17,157) - Stoke City (17,157) - Stade Rennais (16,735) - Austria Wien (16,640) - Rapid București (16,164) - Hannover 96 (13,887) 4. kalap - Vorszkla Poltava (10,276) - Wisła Kraków BL (10,183) - FC Vaslui (10,164) - FC Sion (9,480) - Sturm Graz BL (8,640) - Makkabi Tel-Aviv (5,900) - Slovan Bratislava (5,899) - Legia Warszawa (5,183) - NK Maribor (4,224) - AÉK Lárnakasz (3,624) - Malmö FF BL (2,825) - Shamrock Rovers (2,741) |

BLA 2011–2012-es UEFA-bajnokok ligája selejtezőjének rájátszásából kiesett csapat.
Az UEFA versenyszabályzata alapján, ha két vagy több csapat a csoportmérkőzések után azonos pontszámmal állt, az alábbiak alapján kellett meghatározni a sorrendet:
1. az azonosan álló csapatok mérkőzésein szerzett több pont
2. az azonosan álló csapatok mérkőzésein elért jobb gólkülönbség
3. az azonosan álló csapatok mérkőzésein idegenben szerzett több gól
4. az összes mérkőzésen elért jobb gólkülönbség
5. az összes mérkőzésen szerzett több gól
6. az azonosan álló csapatok és nemzeti szövetségük jobb UEFA-együtthatója az elmúlt öt évben

| Színmagyarázat                                                          |
| ----------------------------------------------------------------------- |
| A csoportok első két helyezettje bejutott az egyenes kieséses szakaszba |
| A csoportok harmadik és negyedik helyezettjei kiestek.                  |

### A csoport
| Csapat            | M | Gy | D | V | G+ | G– | Gk  | P  |
| ----------------- | - | -- | - | - | -- | -- | --- | -- |
| PAÓK              | 6 | 3  | 3 | 0 | 10 | 6  | +4  | 12 |
| Rubin Kazany      | 6 | 3  | 2 | 1 | 11 | 5  | +6  | 11 |
| Tottenham Hotspur | 6 | 3  | 1 | 2 | 9  | 4  | +5  | 10 |
| Shamrock Rovers   | 6 | 0  | 0 | 6 | 4  | 19 | –15 | 0  |

|                   | TOT | RUB | PAO | SHA |
| ----------------- | --- | --- | --- | --- |
| Tottenham Hotspur |     | 1–0 | 1–2 | 3–1 |
| Rubin Kazany      | 1–0 |     | 2–2 | 4–1 |
| PAÓK              | 0–0 | 1–1 |     | 2–1 |
| Shamrock Rovers   | 0–4 | 0–3 | 1–3 |     |

### B csoport
| Csapat            | M | Gy | D | V | G+ | G– | Gk | P  |
| ----------------- | - | -- | - | - | -- | -- | -- | -- |
| Standard de Liège | 6 | 4  | 2 | 0 | 9  | 1  | +8 | 14 |
| Hannover 96       | 6 | 3  | 2 | 1 | 9  | 7  | +2 | 11 |
| FC København      | 6 | 1  | 2 | 3 | 5  | 9  | –4 | 5  |
| Vorszkla Poltava  | 6 | 0  | 2 | 4 | 4  | 10 | –6 | 2  |

|                   | KOB | STA | HAN | VOR |
| ----------------- | --- | --- | --- | --- |
| FC København      |     | 0–1 | 1–2 | 1–0 |
| Standard de Liège | 3–0 |     | 2–0 | 0–0 |
| Hannover 96       | 2–2 | 0–0 |     | 3–1 |
| Vorszkla Poltava  | 1–1 | 1–3 | 1–2 |     |

### C csoport
| Csapat          | M | Gy | D | V | G+ | G– | Gk | P  |
| --------------- | - | -- | - | - | -- | -- | -- | -- |
| PSV Eindhoven   | 6 | 5  | 1 | 0 | 13 | 5  | +8 | 16 |
| Legia Warszawa  | 6 | 3  | 0 | 3 | 7  | 9  | –2 | 9  |
| Hapóél Tel-Aviv | 6 | 2  | 1 | 3 | 10 | 9  | +1 | 7  |
| Rapid București | 6 | 1  | 0 | 5 | 5  | 12 | –7 | 3  |

|                 | PSV | HAP | RAP | WAR |
| --------------- | --- | --- | --- | --- |
| PSV Eindhoven   |     | 3–3 | 2–1 | 1–0 |
| Hapóél Tel-Aviv | 0–1 |     | 0–1 | 2–0 |
| Rapid București | 1–3 | 1–3 |     | 0–1 |
| Legia Warszawa  | 0–3 | 3–2 | 3–1 |     |

### D csoport
| Csapat    | M | Gy | D | V | G+ | G– | Gk | P  |
| --------- | - | -- | - | - | -- | -- | -- | -- |
| Sporting  | 6 | 4  | 0 | 2 | 8  | 4  | +4 | 12 |
| Lazio     | 6 | 2  | 3 | 1 | 7  | 5  | +2 | 9  |
| FC Vaslui | 6 | 1  | 3 | 2 | 5  | 8  | –3 | 6  |
| FC Zürich | 6 | 1  | 2 | 3 | 5  | 8  | –3 | 5  |

|           | SPO | LAZ | ZÜR | VAS |
| --------- | --- | --- | --- | --- |
| Sporting  |     | 2–1 | 2–0 | 2–0 |
| Lazio     | 2–0 |     | 1–0 | 2–2 |
| FC Zürich | 0–2 | 1–1 |     | 2–0 |
| FC Vaslui | 1–0 | 0–0 | 2–2 |     |

### E csoport
| Csapat           | M | Gy | D | V | G+ | G– | Gk | P  |
| ---------------- | - | -- | - | - | -- | -- | -- | -- |
| Beşiktaş JK      | 6 | 4  | 0 | 2 | 13 | 7  | +6 | 12 |
| Stoke City       | 6 | 3  | 2 | 1 | 10 | 7  | +3 | 11 |
| Dinamo Kijiv     | 6 | 1  | 4 | 1 | 7  | 7  | 0  | 7  |
| Makkabi Tel-Aviv | 6 | 0  | 2 | 4 | 8  | 17 | –9 | 2  |

|                  | DIN | BES | STO | MAK |
| ---------------- | --- | --- | --- | --- |
| Dinamo Kijiv     |     | 1–0 | 1–1 | 3–3 |
| Beşiktaş JK      | 1–0 |     | 3–1 | 5–1 |
| Stoke City       | 1–1 | 2–1 |     | 3–0 |
| Makkabi Tel-Aviv | 1–1 | 2–3 | 1–2 |     |

### F csoport
| Csapat              | M | Gy | D | V | G+ | G– | Gk | P  |
| ------------------- | - | -- | - | - | -- | -- | -- | -- |
| Athletic Bilbao     | 6 | 4  | 1 | 1 | 11 | 8  | +3 | 13 |
| Red Bull Salzburg   | 6 | 3  | 1 | 2 | 11 | 8  | +3 | 10 |
| Paris Saint-Germain | 6 | 3  | 1 | 2 | 8  | 7  | +1 | 10 |
| Slovan Bratislava   | 6 | 0  | 1 | 5 | 4  | 11 | –7 | 1  |

|                     | PSG | ATH | SAL | BRA |
| ------------------- | --- | --- | --- | --- |
| Paris Saint-Germain |     | 4–2 | 3–1 | 1–0 |
| Athletic Bilbao     | 2–0 |     | 2–2 | 2–1 |
| Red Bull Salzburg   | 2–0 | 0–1 |     | 3–0 |
| Slovan Bratislava   | 0–0 | 1–2 | 2–3 |     |

### G csoport
| Csapat           | M | Gy | D | V | G+ | G– | Gk  | P  |
| ---------------- | - | -- | - | - | -- | -- | --- | -- |
| Metaliszt Harkiv | 6 | 4  | 2 | 0 | 15 | 6  | +9  | 14 |
| AZ               | 6 | 1  | 5 | 0 | 10 | 7  | +3  | 8  |
| Austria Wien     | 6 | 2  | 2 | 2 | 10 | 11 | –1  | 8  |
| Malmö FF         | 6 | 0  | 1 | 5 | 4  | 15 | –11 | 1  |

|                  | AZ  | HAR | AUS | MAL |
| ---------------- | --- | --- | --- | --- |
| AZ               |     | 1–1 | 2–2 | 4–1 |
| Metaliszt Harkiv | 1–1 |     | 4–1 | 3–1 |
| Austria Wien     | 2–2 | 1–2 |     | 2–0 |
| Malmö FF         | 0–0 | 1–4 | 1–2 |     |

### H csoport
| Csapat            | M | Gy | D | V | G+ | G– | Gk | P  |
| ----------------- | - | -- | - | - | -- | -- | -- | -- |
| Club Brugge       | 6 | 3  | 2 | 1 | 12 | 9  | +3 | 11 |
| Sporting de Braga | 6 | 3  | 2 | 1 | 12 | 6  | +6 | 11 |
| Birmingham City   | 6 | 3  | 1 | 2 | 8  | 8  | 0  | 10 |
| NK Maribor        | 6 | 0  | 1 | 5 | 6  | 15 | –9 | 1  |

|                   | BRA | BRU | BIR | MAR |
| ----------------- | --- | --- | --- | --- |
| Sporting de Braga |     | 1–2 | 1–0 | 5–1 |
| Club Brugge       | 1–1 |     | 1–2 | 2–0 |
| Birmingham City   | 1–3 | 2–2 |     | 1–0 |
| NK Maribor        | 1–1 | 3–4 | 1–2 |     |

### I csoport
| Csapat             | M | Gy | D | V | G+ | G– | Gk | P  |
| ------------------ | - | -- | - | - | -- | -- | -- | -- |
| Atlético de Madrid | 6 | 4  | 1 | 1 | 11 | 5  | +6 | 13 |
| Udinese Calcio     | 6 | 2  | 3 | 1 | 6  | 7  | –1 | 9  |
| Celtic             | 6 | 1  | 3 | 2 | 6  | 7  | –1 | 6  |
| Stade Rennais      | 6 | 0  | 3 | 3 | 5  | 10 | –5 | 3  |

|                    | ATM | UDI | REN | CEL |
| ------------------ | --- | --- | --- | --- |
| Atlético de Madrid |     | 4–0 | 3–1 | 2–0 |
| Udinese Calcio     | 2–0 |     | 2–1 | 1–1 |
| Stade Rennais      | 1–1 | 0–0 |     | 1–1 |
| Celtic             | 0–1 | 1–1 | 3–1 |     |

### J csoport
| Csapat           | M | Gy | D | V | G+ | G– | Gk  | P  |
| ---------------- | - | -- | - | - | -- | -- | --- | -- |
| Schalke 04       | 6 | 4  | 2 | 0 | 13 | 2  | +11 | 14 |
| Steaua București | 6 | 2  | 2 | 2 | 9  | 11 | –2  | 8  |
| Makkabi Haifa    | 6 | 2  | 0 | 4 | 10 | 12 | –2  | 6  |
| AÉK Lárnakasz    | 6 | 1  | 2 | 3 | 4  | 11 | –7  | 5  |

|                  | SCH | STE | MAK | LÁR |
| ---------------- | --- | --- | --- | --- |
| Schalke 04       |     | 2–1 | 3–1 | 0–0 |
| Steaua București | 0–0 |     | 4–2 | 3–1 |
| Makkabi Haifa    | 0–3 | 5–0 |     | 1–0 |
| AÉK Lárnakasz    | 0–5 | 1–1 | 2–1 |     |

### K csoport
| Csapat       | M | Gy | D | V | G+ | G– | Gk | P  |
| ------------ | - | -- | - | - | -- | -- | -- | -- |
| Twente       | 6 | 4  | 1 | 1 | 14 | 7  | +7 | 13 |
| Wisła Kraków | 6 | 3  | 0 | 3 | 8  | 13 | –5 | 9  |
| Fulham       | 6 | 2  | 2 | 2 | 9  | 6  | +3 | 8  |
| Odense BK    | 6 | 1  | 1 | 4 | 9  | 14 | –5 | 4  |

|              | TWE | FUL | ODE | WIS |
| ------------ | --- | --- | --- | --- |
| Twente       |     | 1–0 | 3–2 | 4–1 |
| Fulham       | 1–1 |     | 2–2 | 4–1 |
| Odense BK    | 1–4 | 0–2 |     | 1–2 |
| Wisła Kraków | 2–1 | 1–0 | 1–3 |     |

### L csoport
| Csapat             | M | Gy | D | V | G+ | G– | Gk  | P  |
| ------------------ | - | -- | - | - | -- | -- | --- | -- |
| Anderlecht         | 6 | 6  | 0 | 0 | 18 | 5  | +13 | 18 |
| Lokomotyiv Moszkva | 6 | 4  | 0 | 2 | 14 | 11 | +3  | 12 |
| AÉK                | 6 | 1  | 0 | 5 | 8  | 15 | –7  | 3  |
| Sturm Graz         | 6 | 1  | 0 | 5 | 5  | 14 | –9  | 3  |

|                    | AND | AÉK | LOK | GRA |
| ------------------ | --- | --- | --- | --- |
| Anderlecht         |     | 4–1 | 5–3 | 3–0 |
| AÉK                | 1–2 |     | 1–3 | 1–2 |
| Lokomotyiv Moszkva | 0–2 | 3–1 |     | 3–1 |
| Sturm Graz         | 0–2 | 1–3 | 1–2 |     |

## Egyenes kieséses szakasz
Az egyenes kieséses szakaszba az Európa-liga csoportkör csoportjainak első két helyezettje, valamint az UEFA-bajnokok ligája csoportkör csoportjainak harmadik helyezettjei jutottak be.

### A legjobb 16 közé jutásért

#### Sorsolás
A legjobb 16 közé jutásért és a nyolcaddöntők sorsolását 2011. december 16-án tartották.
A csapatok két kalapba kerültek.
- Kiemelt csapatok: az Európa-liga csoportkörének első helyezettjei, valamint az UEFA-bajnokok ligája csoportkörének négy legjobb harmadik helyezettje
- Nem kiemelt csapatok: az Európa-liga csoportkörének második helyezettjei, valamint az UEFA-bajnokok ligája csoportkörének másik négy harmadik helyezettje

A sorsolás során egy kiemelt csapat mellé egy nem kiemelt csapatot sorsoltak. Figyelembe vették, hogy azonos nemzetű együttesek, illetve az azonos csoportból győztes csapatok nem szerepelhettek egymás ellen.
A második kalapban szereplő csapatok játszották az első mérkőzést hazai környezetben.
| Színek      |
| ----------- |
| Kiemelt     |
| Nem kiemelt |

Továbbjutók az Európa-liga csoportköréből
| Csoport   | Csoportelső (kiemeltek) | Csoportmásodik (nem kiemeltek) |
| --------- | ----------------------- | ------------------------------ |
| A csoport | PAÓK                    | Rubin Kazany                   |
| B csoport | Standard de Liège       | Hannover 96                    |
| C csoport | PSV Eindhoven           | Legia Warszawa                 |
| D csoport | Sporting CP             | Lazio                          |
| E csoport | Beşiktaş JK             | Stoke City                     |
| F csoport | Athletic Bilbao         | Red Bull Salzburg              |
| G csoport | Metaliszt Harkiv        | AZ                             |
| H csoport | Club Brugge             | Sporting de Braga              |
| I csoport | Atlético de Madrid      | Udinese Calcio                 |
| J csoport | Schalke 04              | Steaua București               |
| K csoport | Twente                  | Wisła Kraków                   |
| L csoport | Anderlecht              | Lokomotyiv Moszkva             |

Továbbjutók az UEFA-bajnokok ligája csoportköréből
Harmadik helyezettek sorrendje
| Csoport | Csapat            | M | Gy | D | V | G+ | G– | Gk | P  |
| ------- | ----------------- | - | -- | - | - | -- | -- | -- | -- |
| A       | Manchester City   | 6 | 3  | 1 | 2 | 9  | 6  | +3 | 10 |
| C       | Manchester United | 6 | 2  | 3 | 1 | 11 | 8  | +3 | 9  |
| F       | Olimbiakósz       | 6 | 3  | 0 | 3 | 8  | 6  | +2 | 9  |
| E       | Valencia CF       | 6 | 2  | 2 | 2 | 12 | 7  | +5 | 8  |
| D       | Ajax              | 6 | 2  | 2 | 2 | 6  | 6  | 0  | 8  |
| G       | FC Porto          | 6 | 2  | 2 | 2 | 7  | 7  | 0  | 8  |
| B       | Trabzonspor       | 6 | 1  | 4 | 1 | 3  | 5  | –2 | 7  |
| H       | Viktoria Plzeň    | 6 | 1  | 2 | 3 | 4  | 11 | –7 | 5  |

Az első mérkőzéseket 2012. február 16-án, a visszavágókat február 23-án játszották.

#### Párosítások
| 1. csapat          | Össz.      | 2. csapat          | 1. mérk. | 2. mérk.   |
| ------------------ | ---------- | ------------------ | -------- | ---------- |
| FC Porto           | 1–6        | Manchester City    | 1–2      | 0–4        |
| Ajax               | 2–3        | Manchester United  | 0–2      | 2–1        |
| Lokomotyiv Moszkva | 2–2 (i.g.) | Athletic Bilbao    | 2–1      | 0–1        |
| Red Bull Salzburg  | 1–8        | Metaliszt Harkiv   | 0–4      | 1–4        |
| Stoke City         | 0–2        | Valencia CF        | 0–1      | 0–1        |
| Rubin Kazany       | 0–2        | Olimbiakósz        | 0–1      | 0–1        |
| AZ                 | 2–0        | Anderlecht         | 1–0      | 1–0        |
| Lazio              | 1–4        | Atlético de Madrid | 1–3      | 0–1        |
| Steaua București   | 0–2        | Twente             | 0–1      | 0–1        |
| Viktoria Plzeň     | 2–4        | Schalke 04         | 1–1      | 1–3 (h.u.) |
| Wisła Kraków       | 1–1 (i.g.) | Standard de Liège  | 1–1      | 0–0        |
| Sporting de Braga  | 1–2        | Beşiktaş JK        | 0–2      | 1–0        |
| Udinese Calcio     | 3–0        | PAÓK               | 0–0      | 3–0        |
| Trabzonspor        | 2–6        | PSV Eindhoven      | 1–2      | 1–4        |
| Hannover 96        | 3–1        | Club Brugge        | 2–1      | 1–0        |
| Legia Warszawa     | 2–3        | Sporting CP        | 2–2      | 0–1        |

### Nyolcaddöntők
Az első mérkőzéseket 2012. március 8-án, a visszavágókat március 15-én játszották.
| 1. csapat          | Össz.      | 2. csapat       | 1. mérk. | 2. mérk. |
| ------------------ | ---------- | --------------- | -------- | -------- |
| Metaliszt Harkiv   | 2–2 (i.g.) | Olimbiakósz     | 0–1      | 2–1      |
| Sporting           | 3–3 (i.g.) | Manchester City | 1–0      | 2–3      |
| Twente             | 2–4        | Schalke 04      | 1–0      | 1–4      |
| Standard de Liège  | 2–6        | Hannover 96     | 2–2      | 0–4      |
| Valencia CF        | 5–3        | PSV Eindhoven   | 4–2      | 1–1      |
| AZ                 | 3–2        | Udinese Calcio  | 2–0      | 1–2      |
| Atlético de Madrid | 6–1        | Beşiktaş JK     | 3–1      | 3–0      |
| Manchester United  | 3–5        | Athletic Bilbao | 2–3      | 1–2      |

### Negyeddöntők
A negyeddöntők és a további mérkőzések sorsolását 2012. március 16-án tartották. Az első mérkőzéseket március 29-én, a visszavágókat április 5-én játszották.
| 1. csapat          | Össz. | 2. csapat        | 1. mérk. | 2. mérk. |
| ------------------ | ----- | ---------------- | -------- | -------- |
| AZ                 | 2–5   | Valencia CF      | 2–1      | 0–4      |
| Schalke 04         | 4–6   | Athletic Bilbao  | 2–4      | 2–2      |
| Sporting           | 3–2   | Metaliszt Harkiv | 2–1      | 1–1      |
| Atlético de Madrid | 4–2   | Hannover 96      | 2–1      | 2–1      |

### Elődöntők
Az első mérkőzéseket április 19-én, a visszavágókat április 26-án játszották.
| 1. csapat          | Össz. | 2. csapat       | 1. mérk. | 2. mérk. |
| ------------------ | ----- | --------------- | -------- | -------- |
| Atlético de Madrid | 5–2   | Valencia CF     | 4–2      | 1–0      |
| Sporting           | 3–4   | Athletic Bilbao | 2–1      | 1–3      |

### Döntő
| 2012. május 9. 21:45 (UTC+3) |

| Atlético de Madrid      | 3–0               | Athletic Bilbao |
| ----------------------- | ----------------- | --------------- |
| Falcao 7' 34' Diego 85' | (2–0) Jegyzőkönyv |                 |

| Nemzeti Stadion, Bukarest Nézőszám: 52 347 Játékvezető: Wolfgang Stark (német) |

| A 2011–2012-es Európa-liga győztese |
| ----------------------------------- |
| Atlético de Madrid 2. cím           |

## Lásd még
- 2011–2012-es UEFA-bajnokok ligája
- 2012-es UEFA-szuperkupa